# Un coin tranquille à la campagne
Pour plus de détails, voir Fiche technique et Distribution.
Un coin tranquille à la campagne (titre original : Un tranquillo posto di campagna) est un giallo franco-italien réalisé par Elio Petri, sorti en 1968.
Le film est en partie inspiré de la nouvelle britannique La Belle qui vous fait signe (The Beckoning Fair One) de George Oliver Onions, parue en 1911. Il raconte l'histoire de Leonardo Ferri, un jeune peintre en vogue, qui décide de quitter sa maîtresse et Milan. Il part à la campagne où il a acheté une vieille maison. Mais cette demeure appartenait en 1944 à Wanda, une comtesse nymphomane. Et depuis cet endroit est hanté par son souvenir. Leonardo va vivre en imaginant la jeune fille...

## Synopsis
Leonardo Ferri, artiste plasticien de renom, est incapable de peindre depuis un certain temps. Sa petite amie Flavia le presse de se remettre au travail, afin qu'elle puisse vendre ses tableaux dans la galerie qu'elle possède. Désireux d'échapper à l'agitation de Milan, Leonardo déclare qu'il doit s'installer dans la campagne italienne. Flavia s'arrange pour qu'il séjourne dans un grand manoir, mais Leonardo est obsessionnellement attiré par une villa abandonnée et délabrée, située à proximité. Leonardo s'introduit dans la propriété fermée un après-midi et rencontre Attilio, son gardien de longue date, qui lui dit que les propriétaires veulent la vendre. Leonardo loue la propriété et commence à la restaurer. Il engage une jeune femme, Egle, comme gouvernante.
Après avoir emménagé, Leonardo est dérangé par des bruits inquiétants dans toute la propriété. Le lendemain matin, alors qu'il achète des marchandises, Leonardo est informé par un commerçant qu'une jeune comtesse, Wanda, est morte sur la propriété lors d'un bombardement aérien pendant la Seconde Guerre mondiale, au cours de laquelle elle a été tuée par balle. Plus tard dans la journée, Leonardo remarque qu'un homme étrange dépose des fleurs le long du mur extérieur où Wanda est morte. Flavia arrive pour aider Leonardo à restaurer la villa, mais peu après son arrivée, elle est confrontée à une série d'accidents effrayants : elle tombe à travers une section affaiblie du plancher, se blessant à la jambe, puis une étagère se renverse mystérieusement, manquant de la heurter. Troublée par ces événements, Flavia s'en va en disant à Leonardo qu'elle est effrayée par la propriété.
Leonardo commence à se renseigner sur Wanda auprès des habitants, qui l'informent qu'elle était nymphomane. Leonardo s'entretient avec le boucher local, qui lui avoue avoir eu une liaison de longue date avec Wanda, et l'informe également qu'elle a eu des liaisons avec Attilio et de nombreux autres hommes. Le boucher envoie Leonardo rendre visite à la mère malade de Wanda, qui vit maintenant sans ressources dans un appartement à Venise. Leonardo parvient à la convaincre qu'il est journaliste et qu'il écrit sur l'aristocratie. La mère de Wanda lui montre divers souvenirs de Wanda, dont une robe de satin rouge. Pendant ce temps, Leonardo vole plusieurs photos de Wanda et les ramène à la villa.
Attilio avoue plus tard à Leonardo que c'est lui qui dépose des fleurs sur le lieu de la mort de Wanda et qu'il était avec elle lorsqu'elle est décédée. Attilio montre à Leonardo une petite pièce de la maison, avec un miroir sans tain, où Wanda et lui faisaient souvent l'amour sous le regard de sa mère. Attilio avoue qu'un jour, après avoir vu Wanda faire l'amour avec un soldat allemand dans la pièce, il a battu l'homme à mort. Wanda l'a aidé à enterrer le corps dans la propriété. Le même jour, Wanda a été tuée lors de la frappe aérienne.
Flavia retourne voir Leonardo et constate que la restauration de la propriété n'a guère progressé. Il tente d'avoir des rapports sexuels avec elle, mais son comportement violent la perturbe. Ils se réconcilient et Leonardo lui demande de rester pour assister à un dîner qu'il organise. Alors qu'elle prend sa douche, Flavia est choquée par un courant électrique et devient convaincue qu'une entité surnaturelle dans la maison ne veut pas d'elle. Pendant le dîner, Leonardo organise une séance de spiritisme au cours de laquelle les invités tentent d'entrer en contact avec l'esprit de Wanda. La séance est interrompue lorsque la table se met à trembler violemment et qu'une présence invisible étrangle Flavia.
Après le départ des invités, Leonardo confronte Flavia à l'étage et elle se rend compte qu'il a essayé de l'étrangler. Il la menace avec un couteau. Elle tente de s'enfuir, mais il la poursuit dans la villa, la frappe à mort avec une pelle et démembre ensuite son cadavre. L'attaque réveille Egle et son petit ami. Leonardo les lie et les bâillonne et utilise leurs corps pour ses peintures. À l'aube, Leonardo a une série de visions bizarres : Un groupe de soldats traverse la propriété avec Attilio, qui admet que Wanda a survécu au bombardement et qu'il l'a tuée par balle, faisant croire qu'elle avait été tuée par l'avion. Dehors, Leonardo voit de nombreux artistes peindre sur des toiles dans le champ tandis que des soldats montent la garde. Des officiers arrivent à la villa et Leonardo, croyant avoir assassiné Flavia, leur dit qu'elle est à Milan. Alors qu'il est escorté à l'extérieur par des psychiatres, Leonardo aperçoit Flavia qui attend parmi les policiers et l'attaque.
Quelque temps plus tard, Leonardo est incarcéré dans un établissement psychiatrique. Il peint de façon obsessionnelle de petits tableaux à thème sexuel, tandis qu'un aide-soignant lui fournit des revues pornographiques pour l'inspirer. L'aide-soignant le pousse à peindre davantage, comme le faisait Flavia. À l'insu de Leonardo, Flavia achète les toiles de l'aide-soignant pour les exposer dans sa galerie.

## Fiche technique
Sauf indication contraire, les informations mentionnées dans cette section peuvent être confirmées par la base de données cinématographiques IMDb,  présente dans la section « Liens externes ».
- Titre français : Un coin tranquille à la campagne
- Titre original : Un tranquillo posto di campagna
- Réalisation : Elio Petri
- Scénario : Elio Petri, Luciano Vincenzoni et Tonino Guerra, d'après La Belle qui vous fait signe (The Beckoning Fair One) de George Oliver Onions (en), parue en 1911[1].
- Photographie : Luigi Kuveiller
- Montage : Ruggero Mastroianni
- Musique : Ennio Morricone
- Producteur : Alberto Grimaldi
- Sociétés de production : Produzioni Europee Associate, Produzioni Associate Delphos, Les Productions Artistes Associés
- Pays de production :  Italie |  France
- Langue de tournage : italien
- Format : Couleur - 1,85:1 - Mono
- Genre : Giallo[2], drame et fantastique
- Durée : 106 minutes
- Date de sortie : 
  - Italie : 14 novembre 1968
  - France : 14 août 1969

## Distribution
- Franco Nero : Leonardo Ferri
- Vanessa Redgrave : Flavia
- Georges Géret : Attilio
- Gabriella Boccardo (it) (sous le nom de « Gabriella Grimaldi ») : Wanda
- Madeleine Damien : mère de Wanda
- Rita Calderoni : Egle

## Production
Le film a été d'abord écrit par Tonino Guerra et Elio Petri en 1962 d'après l'œuvre de George Oliver Onions (en), La Belle qui vous fait signe (The Beckoning Fair One). Une nouvelle mouture du scénario a été ensuite écrite par Luciano Vincenzoni et Elio Petri.
Les prises de vue principales débutent à Rome en avril 1968. Pour réaliser le film, Petri s'est assuré la collaboration de l'artiste américain Jim Dine, qui a créé toutes les œuvres d'art qui, dans la fiction, sont peintes par le protagoniste interprété par Franco Nero. Gabriella Boccardo, candidate à un concours de beauté, est engagée en mai 1968, après le début du tournage.
La Villa Cavalli Lugli à Bresseo, Teolo, a été utilisée comme décor principal (la villa de Wanda).

## Exploitation
Le film est sorti en Italie le 14 novembre 1968, distribué en salles par Produzioni Europee Associate, où il a enregistré 1 229 707 entrées, rapportant 387 358 000 lires italiennes. Il est sorti en France le 14 août 1969. Le film a été présenté à la Berlinale 1969, où il a remporté l'Ours d'argent.

### Accueil critique
Pour Louis Marcorelles dans Le Monde, le film ne saurait laisser le spectateur indifférent : « Portrait d'une folie, elle s'en veut l'objectivation, la vision du malade y est étroitement imbriquée à celle du spectateur voyeur ». Un coin tranquille à la campagne rappelle à Marcorelles les films d'Alain Resnais, ou de Jean-Luc Godard : « un Godard enserré dans les mailles d'un découpage pointilliste, où la multiplication des plans, l'utilisation agressive de la couleur, la volonté délibérée de traiter l'espace filmique selon une démarche picturale, suppriment la continuité dramatique. Le spectateur doit seul reconstruire le puzzle, discerner la faille, d'abord sociale, bien sûr. L'entreprise séduit, sans exactement convaincre ».
Pour le site Tortillapolis, « Petite pause dans la filmographie politique d'Elio Petri, Un coin tranquille à la campagne est un film amusant, un exercice de style conservant un peu du mordant habituel de son réalisateur, qui y évoque avec pessimisme les relations tumultueuses entre l’art brut et les pressions extérieures (commerciales principalement) ».
En Allemagne de l'Ouest, l'Evangelischer Filmbeobachter résume ainsi sa critique : « Avec des couleurs artistiques et des effets de hantise et de suspense, l'Italien Elio Petri dresse le portrait d'un peintre qui, en proie à un début de schizophrénie, ne parvient bientôt plus à faire la différence entre délire et réalité. Le film, qui se situe entre le milieu de la pop et l'humour noir, déroute les spectateurs plus qu'il ne les tient en haleine. A réserver aux cinéphiles adultes ayant un faible pour ce genre de films ». Le magazine de télévision Prisma parle de « film d'horreur passable ». Le site autrichien filmtipps.at décrit cette œuvre comme un intéressant film à la frontière entre le film de genre et le film d'auteur, ainsi qu'un petit bijou cinématographique oublié qu'il vaut la peine de redécouvrir.
Aux États-Unis, Robert Hawkins écrit dans Variety que « s'il existe une chose telle qu'un film d'horreur intellectuel, cette sélection officielle de la Berlinale s'en rapproche » Il a trouvé le film « soigneusement planifié et réalisé, mais finalement prétentieux ». Charles Champlin du Los Angeles Times trouve le film « bien fait » et compare le scénario aux œuvres d'Edgar Allan Poe sur le thème de la folie. Ann Guarino du New York Daily News juge le film « obsédant », lui attribuant deux étoiles et demie sur quatre, qualifiant la prestation de Nero d'« excellente » et celle de Redgrave d'« enchanteresse ». Kevin Kelly, du Boston Globe, estime quant à lui que le film est « grotesquement mauvais », critiquant les prestations de Nero et de Redgrave et jugeant finalement le film comme un ramassis d'« inepties bédéesques ». Christopher Dafoe, du Vancouver Sun au Canada, estime que le film fait dans le « n'importe quoi », mais concède qu'il est « filmé de manière très belle avec des couleurs chatoyantes ».